# Grandeur électrique
 (août 2013).
Si vous disposez d'ouvrages ou d'articles de référence ou si vous connaissez des sites web de qualité traitant du thème abordé ici, merci de compléter l'article en donnant les références utiles à sa vérifiabilité et en les liant à la section « Notes et références ».
Les grandeurs électriques et les unités électriques correspondantes du Système international (SI) sont rappelées dans le tableau ci-dessous.
L'unité de base électrique choisie par le SI est l'ampère (symbole « A »), correspondant à la grandeur Intensité électrique. Les autres grandeurs et unités de ce tableau en sont donc des dérivées.
Les noms d'unité s'écrivent toujours sans majuscule en début de mot, sauf bien sûr si le mot commence une phrase.

## Grandeurs et unités électriques du SI
| Grandeur                                      | Symbole                    | Unité          | Symbole |
| --------------------------------------------- | -------------------------- | -------------- | ------- |
| Tension                                       | U                          | volt           | V       |
| Intensité                                     | I                          | ampère         | A       |
| Puissance                                     | P                          | watt           | W       |
| Résistance                                    | R                          | ohm            | Ω       |
| Capacité                                      | C                          | farad          | F       |
| Inductance                                    | L                          | henry          | H       |
| Période                                       | T                          | seconde        | s       |
| Fréquence                                     | f                          | hertz          | Hz      |
| Résistivité                                   | ρ                          | ohm-mètre      | Ωm      |
| Charge électrique (ou quantité d'électricité) | Q                          | coulomb        | C       |
| Énergie                                       | E                          | joule          | J       |
| Champ électrique                              | {\displaystyle {\vec {E}}} | volt par mètre | V/m     |